# Герб Ангільї
Герб Ангільї — офіційний символ британської заморської території. Він складається з емблеми, яку, зокрема, зображено на прапорі Ангільї. На гербі у формі кола змальовано трьох дельфінів жовтогарячого кольору, які стрибають над морем. Коло символізує безперервність, а самі дельфіни — витривалість, єдність та силу. Задній фон емблеми білого кольору, що символізує мир та спокій. Унизу емблеми зображено бірюзово-синю смужку, що символізує море, а також віру, молодість та надію.

## Історія

Герб Республіки Ангілья 1967 р

Перший герб був прийнятий у вересні 1967 року. Мушля, як і риба на одному з полів щита, символізує багатства Карибського моря і його значення для Ангільї та позначає одну з галузей острівної економіки — рибальство, а плоди місцевих рослин на щиті — іншу, не менш важливу галузь — вирощування фруктів та овочів, які символізують землю з її ресурсами і взагалі процвітання. Сяюче сонце говорить про спекотний клімат острова і надії на його світле майбутнє. Ствол старовинної гармати нагадує про бурхливу історію цих місць, пов'язану з колоніальними захопленнями і піратством.
Дельфін-білобочка, який підтримує щит, представляє фауну острова і оточуючих вод і уособлює мудрість і дружелюбність місцевих мешканців. Незвичайний другий щитотримача — дерево. Це махагоні — вічнозелене дерево з дуже твердою, міцною і красивою деревиною, що йде на виготовлення меблів і художніх виробів. При цьому на гербі зображено конкретне дерево — найстаріше на острові — йому 200 років. Махагоні говорить про багату тропічну рослинність Ангільї та про силу і стійкості остров'ян. Девіз англійською мовою також говорить: «Сила і стійкість». Неподалік від дерева зображені дві квітки, які теж символізують рослинність острова, а за одною з них — мушля равлика.